# Bryocrypta vesiculosa
Bryocrypta vesiculosa är en tvåvingeart som beskrevs av Jean-Jacques Kieffer 1913. Bryocrypta vesiculosa ingår i släktet Bryocrypta och familjen gallmyggor.
Artens utbredningsområde är Frankrike. Inga underarter finns listade i Catalogue of Life.